# 通麦耳蕨
通麦耳蕨（学名：Polystichum tangmaiense）为鳞毛蕨科耳蕨属下的一个种。

## 扩展阅读
- 維基物種上的相關：通麦耳蕨